# Sexy Zebras
Sexy Zebras est un groupe espagnol de rock indépendant, originaire de Madrid. Le groupe, formé en 2019 par Gabriel Montes, José Luna, et Jesús Luna, commence son parcours en 2005, et perce sur la scène indépendante nationale sur sa puissante performance live, renforcée par sa présence dans de nombreux concerts et festivals en Espagne et en Amérique latine. En 2015, ils sont nommés pour le MTV Europe Music Award du « meilleur groupe espagnol ».
En 2025, ils comptent six albums studio : Nada más lejos de la realidad (2011), Volvamos a la selva (2013), Hola, somos los putos Sexy Zebras (2015), La polla (2017), Calle Liberación (2022) et Bravo (2025), et ils sont considérés comme l'un des groupes les plus importants de la scène nationale.

## Histoire
Le groupe est formé en 2005 dans le quartier madrilène de Hortaleza, et son premier line-up est composé de Gabriel Montes (chanteur et bassiste), José Luna (guitariste et chanteur) et Samuel Torío (batteur et chœurs). En 2019, Samuel Torío quitte le groupe et est remplacé par Jesús Luna, frère du guitariste José. Ils enregistrent des démos jusqu'en 2009.
Après la sortie de leur premier album Nada más lejos de la realidad avec le label A New Label en 2011, ils commencent à participer à certains des festivals les plus importants du pays, tels que Sonorama 2011 ou Arenal Sound. Leur deuxième album Volvamos a la selva, datant de 2013, est le premier à être publié par leur propre label, Vagabundo Records. En 2015, ils signent avec Universal Music Publishing. En 2016, ils font la première partie du groupe australien 5 Seconds of Summer en Espagne lors de leur tournée Sounds Live Feels Live. La même année, ils sont récompensés aux Premios de la Música Independiente en tant que meilleur artiste espagnol.
Leur dernier album, Calle liberación, sorti en 2022 chez Altafonte, porte le nom de la rue du quartier Hortaleza où ils ont grandi et marque leur consolidation comme l'un des groupes les plus importants de la scène nationale ; l'album est inclus dans les listes des meilleurs albums de l'année. En 2023, ils enregistrent un concert à la Sala Riviera qui sort sous le titre La Palmera.

## Discographie
- 2011 : Nada más lejos de la realidad (A New Label)
- 2013 : Volvamos a la selva
- 2015 : Hola, somos los putos Sexy Zebras
- 2017 :: La polla
- 2022 : Calle Liberación (Altafonte)
- 2023 : La Palmera (live) (Universal Music)
- 2025 : Bravo (Warner Music)